# Aizecourt-le-Haut
Aizecourt-le-Haut è un comune francese di 67 abitanti situato nel dipartimento della Somme nella regione dell'Alta Francia.

## Storia

### Simboli
Lo stemma comunale è stato adottato nel 2024.

## Società

### Evoluzione demografica
Abitanti censiti